# Kono Yūsha ga Ore TUEEE Kuse ni Shinchō Sugiru
Kono Yūsha ga Ore TUEEE Kuse ni Shinchō Sugiru (この勇者が俺TUEEEくせに慎重すぎる?  lit. Este héroe es demasiado cauteloso para mí) es una serie de novelas ligeras japonesa escrita por Light Tuchihi e ilustrada por Saori Toyota. Empezó su serialización en línea el 4 de junio de 2016 en el sitio web de publicación de novelas generadas por los usuarios Kakuyomu de Kadokawa. Tiempo después fue adquirido por Kadokawa Shōten, quién publicó el primer volumen de la novela ligera en febrero de 2017 bajo su bajo su sello Kadokawa Books. Siete volúmenes han sido publicados desde el 10 de febrero de 2017. La novela ligera ha sido autorizada en América del Norte por Yen Press.
Una adaptación a manga ilustrado por Koyuki ha sido serializada en Fujimi Shobō en la revista Dragón Age desde el 9 de noviembre de 2018 a 7 de octubre de 2022, y ha sido recogido en seis volúmenes tankōbon. 
Una adaptación a serie televisiva de anime titulada Shinchō Yūsha: Kono Yūsha ga Ore TUEEE Kuse ni Shinchō Sugiru (慎重勇者〜この勇者が俺TUEEEくせに慎重すぎる〜?  lit.:El héroe cauteloso: Este héroe es demasiado cauteloso para mí) producida por White Fox se emitió del 2 de octubre al 27 de diciembre de 2019.

## Sinopsis
Ristarte es una diosa novata, quién está a cargo de salvar el mundo de Gaelbarde de un Rey Demonio, por lo que debe invocar a un héroe humano. El mundo de Gaelbarde es de clase S, por lo que es extremadamente peligroso, tanto que Ristarte es prudente en seleccionar a un héroe que sea capaz de prevalecer contra los enemigos. Resuelve esto encontrando a Seiya Ryuguin, cuyas estadísticas son muchas veces más grandes que las de cualquier otro contendiente. Desafortunadamente, al invocarlo, Ristarte encuentra para su consternación que él es ridículamente cauteloso ante todo, ¡incluida ella! Al negarse incluso a entrar en las áreas más seguras de Gaelbarde hasta que se haya entrenado a un nivel con el que se sienta cómodo, la reticencia de Seiya vuelve loca a Rista. Sin embargo, cuando finalmente pisan Gaelbarde, los eventos pueden probar que la precaución de Seiya está bien justificada.

## Personajes
Seiya Ryūgūin (竜宮院 聖哉 Ryūgūin Seiya?)
Seiyū: Yūichirō Umehara
Es un héroe superpoderoso además que sobresale en todo, excepto por un problema menor; es demasiado cauteloso. Su cuerpo y estado físico están bastante desarrollados y tiene un talento que se dice que lo tiene 1 de cada 100 millones de personas, pero otros lo describen como enfermedad Super Berserker.
Su personalidad es arrogante, persistente, y llega a comportarse de forma rara y a veces ofensiva frente a los demás, aunque al ser tan cauteloso puede resolver situaciones casi imposibles, además de que se pregunta si Rista debe ser menospreciada o respetada por él. Ristarte considera que es un "diosariego" porque enamora involuntariamente a casi todas las diosas con las que se encuentra, incluida ella.
Ristarte (リスタルテ Listarte?)
Seiyū: Aki Toyosaki
Rista es la Diosa de la curación, ella es elegida para escoger un héroe para salvar Gaelbarde, por lo que invoca a Seiya para combatir en ese mundo de dificultad S. La historia se desarrolla principalmente desde su punto de vista. También se asegura que el tamaño de su sujetador es una copa D.
Nació en el mundo unificado de Dios y solo cuenta con 5 mundos salvados en su centésimo año. Su personalidad es natural, pero tiene otra personalidad con la cual es vulgar, y es con esta última personalidad con la que le llega a causar molestia a Seiya en la forma en cómo lo mira, además de que fantasea en tener un ardiente amor prohibido con él.
Mash (マッシュ Masshu?)
Seiyū: Kengo Kawanishi
Es un miembro del equipo de Seiya en el mundo Gaelbarde de dificultad S. Aunque es un niño guerrero y un dragonkin, su apariencia no es diferente a la de los humanos debido a una menor herencia dragón en su sangre. Lleva una espada con ropa verde y un pañuelo amarillo en la cabeza.
Fue criado para ayudar al héroe que defiende Gaelbarde. Al principio tuvo una atmósfera brutal con Seiya ya que fue rechazado por él debido a su bajo nivel inicial, pero reconoció la habilidad de Seiya que derrotó a Dark Firus con una fuerza abrumadora. Después de ser salvado por Seiya decidió ser su aprendiz y se quedó en su equipo pese a que él lo pusiera como portaequipaje. Su fuerza ha estado aumentando hasta cierto punto después de ser entrenado por Cerceus en el Mundo de Dios.
Elulu (エルル Eruru?)
Seiyū: Aoi Koga
Es una joven mago dragonkin y amiga de la infancia de Mash. Usa una capa con botas y ropa rosa. Su personalidad es brillante, y al igual que Mash, se unió al equipo de Seiya y él la dejó como portaequipaje. Sus cualidades como hechicera son bastante bajas, e incluso la única magia de las llamas en la que es buena, se ve opacada cuando llega a entrenar con la diosa Hestica, la cual  declara que no tiene talento para esa magia.
De hecho, los dragones la hicieron crecer en el mundo humano para convertirla en un sacrificio y que así su carne y su sangre pudieran convertirse en la espada sagrada "Igzacion", con la cual derrotar al Rey Demonio.
Ariadoa (アリアドア Ariadoa?)
Seiyū: Hibiku Yamamura
Es una diosa mayor amiga y consejera de Ristarte. Además de ser la Diosa del Sello, ha salvado numerosos mundos, exceptuando el mundo de dificultad B "Ixphoria", un mundo donde ella convocó en el pasado a Seiya, pero las imprudencias de Seiya, impidieron que Aria pudiese salvar ese mundo, que cayó en manos de ese rey demonio.
Cerceus (セルセウス Seruseusu?)
Seiyū: Atsushi Ono
Es un dios musculoso que es conocido como la espada divina. Él entrenó por un tiempo a Seiya, pero después de pocos días de entrenamiento, sus poderes habían sido rebasados por él, por lo que ya no quería seguir entrenándolo, pero Seiya lo arrastraba a la fuerza para continuar hasta un nivel donde se sintiese seguro de su fuerza. Finalmente, por el trauma provocado por Seiya, termina abandonando la espada y dedicándose a la pastelería.
Ishtar (イシスター Ishisutā?)
Seiyū: Keiko Han
Es Diosa de la predicción. Tiene la forma de una amable anciana, ella gobierna el Mundo de Dios de la Unificación, tiene mil ojos y capacidad predictiva, además de que vela por el Mundo de Dios y el mundo humano todos los días.

## Media

### Novela ligera
Light Tuchihi publicó por primera vez la serie en línea en el sitio web de publicación de novelas generado por los usuarios de Kakuyomu desde el 4 de junio de 2016. Más tarde, Kadokawa Shoten adquirió el título y publicó el primer volumen como una novela ligera bajo su sello Kadokawa Books en febrero de 2017.
| Volúmenes de novelas ligeras publicadas | Volúmenes de novelas ligeras publicadas | Volúmenes de novelas ligeras publicadas |
| Número                                  | Fecha de publicación                    | ISBN                                    |
| --------------------------------------- | --------------------------------------- | --------------------------------------- |
| 1                                       | 10 de febrero de 2017                   | ISBN 978-4-04-072184-2                  |
| 2                                       | 9 de junio de 2017                      | ISBN 978-4-04-072322-8                  |
| 3                                       | 20 de noviembre de 2017                 | ISBN 978-4-06-381415-6                  |
| 4                                       | 10 de mayo de 2018                      | ISBN 978-4-04-072716-5                  |
| 5                                       | 10 de noviembre de 2018                 | ISBN 978-4-04-072956-5                  |
| 6                                       | 10 de octubre de 2019                   | ISBN 978-4-04-073349-4                  |
| 7                                       | 10 de diciembre de 2019                 | ISBN 978-4-04-073417-0                  |

### Manga
Una adaptación a manga de la serie ilustrado por Koyuki fue publicado desde 9 de noviembre de 2018 hasta 7 de octubre de 2022 en Fujimi Shobō en la revista Dragon Age.
| Volúmenes de manga publicados | Volúmenes de manga publicados | Volúmenes de manga publicados |
| Número                        | Fecha de publicación          | ISBN                          |
| ----------------------------- | ----------------------------- | ----------------------------- |
| 1                             | 9 de mayo de 2019             | ISBN 978-4-04-073152-0        |
| 2                             | 9 de octubre de 2019          | ISBN 978-4-04-073355-5        |
| 3                             | 9 de septiembre de 2020       | ISBN 978-4-04-073798-0        |
| 4                             | 8 de junio de 2021            | ISBN 978-4-04-074118-5        |
| 5                             | 9 de marzo de 2022            | ISBN 978-4-04-074462-9        |
| 6                             | 9 de diciembre de 2022        | ISBN 978-4-04-074783-5        |

### Anime
Una adaptación a anime  titulada Shinchō Yūsha: Kono Yūsha ga Ore TUEEE Kuse ni Shinchō Sugiru (慎重勇者〜この勇者が俺TUEEEくせに慎重すぎる〜?  lit.:El héroe cauteloso: Este héroe es demasiado cauteloso para mí) producida por White Fox fue anunciada el 7 de noviembre de 2018. La serie está dirigida por Masayuki Sakoi, con Kenta Ihara manejando la composición de la serie, Mai Toda diseñando los personajes, y Yoshiaki Fujisawa componiendo la música. Se emitió del 2 octubre al 27 de diciembre de 2019 en AT-X y otros canales. MITH & ROID interpretan el tema de apertura de la serie "TIT FOR TAT", mientras Riko Azuna interpreta el tema final de la serie "be perfect, plz!". Funimation ha autorizado la serie para un simuldub. Tras la adquisición de Crunchyroll por parte de Sony, la serie se trasladó a Crunchyroll obteniendo la licencia de la serie fuera de Asia. El tercer episodio, que se suponía que saldría al aire el 16 de octubre de 2019, se retrasó una semana debido a problemas de producción, con una retransmisión del episodio 2 en su lugar.
El sitio oficial del anime, reveló que el décimo episodio fue retrasado una semana, del 11 al 18 de diciembre de 2019. En su lugar, el 11 de diciembre se emitió un episodio recopilatorio con lo mejor de los episodios 1 al 6. El retraso fue justificado como “conveniencia de la producción”.